# Běleč nad Orlicí
Běleč nad Orlicí é uma comuna checa localizada na região de Hradec Králové, distrito de Hradec Králové‎.